# Telewizja Kablowa Toruń
Telewizja Kablowa Toruń (TVK Toruń) – polski operator telewizji kablowej z siedzibą w Toruniu. Oferuje abonentom dostęp do telewizji cyfrowej, usługi telefonii stacjonarnej, szerokopasmowy dostęp do Internetu, internet mobilny oraz telefonię komórkową.
Powstała w 1992 roku na bazie telewizji kablowej spółdzielni mieszkaniowych "Kopernik" i Młodzieżowej Spółdzielni Mieszkaniowej.
W 2013 roku posiadała 24 450 abonentów.